# Big History Project
Big History Project (en inglés Proyecto de Gran Historia) es un proyecto fundado por Bill Gates y David Christian para la enseñanza global de la Gran Historia. El término "Gran Historia" se define como "el intento de comprender, de manera unificada, la historia del Cosmos, la Tierra, la Vida y la Humanidad". Se trata de un proyecto que cubre la historia desde el Big Bang hasta la actualidad de forma interdisciplinaria. El proyecto se dedica a fomentar el estudio de esta temática. Actualmente se ha conformado como un campo académico emergente e interdisciplinar.

## Historia del mundo en 18 minutos
Un vídeo inicial o Ted Talk en inglés con opción de subtítulos y transcrito se encuentra disponible.